# Gimnastyka na Letnich Igrzyskach Olimpijskich 2020 – ćwiczenia na koniu z łękami mężczyzn
Konkurs mężczyzn w ćwiczeniach na koniu z łękami podczas XXXII Letnich Igrzysk Olimpijskich w Tokio odbył się w dniu 1 sierpnia 2021. Do rywalizacji przystąpiło 8 sportowców. Arena zawodów było Ariake Gymnastics Centre. Mistrzem olimpijskim został Brytyjczyk Max Whitlock, wicemistrzem Chińczyk z Tajwanu Lee Chih-kai, a brąz zdobył Japończyk Kazuma Kaya.
Był to XXV olimpijski konkurs w ćwiczeniach na koniu z łękami mężczyzn.

## System rozgrywek
W kwalifikacjach, które odbyły się 24 lipca, wyłoniono 8 finalistów oraz trzech gimnastyków, którzy otrzymali miejsca rezerwowe.
W finale 8 finalistów wykonało po jednym układzie.

## Rozgrywki

### Kwalifikacje
| Pozycja | Zawodnik         | Państwo                     | Trudność | Wykonanie | Kary | Razem  | Uwagi |
| ------- | ---------------- | --------------------------- | -------- | --------- | ---- | ------ | ----- |
| 1       | Lee Chih-kai     | Chińskie Tajpej             | 6.4      | 8.866     |      | 15.266 | Q     |
| 2       | Rhys McClenaghan | Irlandia                    | 6.5      | 8.766     |      | 15.266 | Q     |
| 2       | Kohei Kameyama   | Japonia                     | 6.5      | 8.766     |      | 15.266 | Q     |
| 4       | Alec Yoder       | Stany Zjednoczone           | 6.4      | 8.800     |      | 15.200 | Q     |
| 5       | Max Whitlock     | Wielka Brytania             | 6.8      | 8.100     |      | 14.900 | Q     |
| 6       | Sun Wei          | Chiny                       | 6.3      | 8.533     |      | 14.833 | Q     |
| 7       | Kazuma Kaya      | Japonia                     | 6.4      | 8.433     |      | 14.833 | Q     |
| 8       | Daiki Hashimoto  | Japonia                     | 6.5      | 8.266     |      | 14.766 | –     |
| 9       | Dawid Bielawski  | Rosyjski Komitet Olimpijski | 6.4      | 8.333     |      | 14.733 | Q     |
| 10      | Matvei Petrov    | Albania                     | 6.5      | 8.233     |      | 14.733 | R1    |
| 11      | Joe Fraser       | Wielka Brytania             | 6.3      | 8.366     |      | 14.666 | R2    |
| 12      | Zou Jingyuan     | Chiny                       | 5.9      | 8.700     |      | 14.600 | R3    |

### Finał
| Pozycja | Zawodnik         | Państwo                     | Trudność | Wykonanie | Kara | Łącznie |
| ------- | ---------------- | --------------------------- | -------- | --------- | ---- | ------- |
| złoto   | Max Whitlock     | Wielka Brytania             | 7.0      | 8.583     |      | 15.583  |
| srebro  | Lee Chih-kai     | Chińskie Tajpej             | 6.7      | 8.700     |      | 15.400  |
| brąz    | Kazuma Kaya      | Japonia                     | 6.6      | 8.300     |      | 14.900  |
| 4       | Dawid Bielawski  | Rosyjski Komitet Olimpijski | 6.4      | 8.433     |      | 14.833  |
| 5       | Kohei Kameyama   | Japonia                     | 6.8      | 7.800     |      | 14.600  |
| 6       | Alec Yoder       | Stany Zjednoczone           | 6.4      | 8.166     |      | 14.566  |
| 7       | Rhys McClenaghan | Irlandia                    | 6.4      | 6.700     |      | 13.100  |
| 8       | Sun Wei          | Chiny                       | 6.3      | 6.766     |      | 13.066  |